# Dioscorea truncata
Dioscorea truncata là một loài thực vật có hoa trong họ Dioscoreaceae. Loài này được Miq. mô tả khoa học đầu tiên năm 1844.